# مسار تدقيق ورقي متحقق منه من قبل الناخب
أثر التحقق الورقي من تصويت الناخب ( VVPAT ) أو السجل الورقي المُتحقق منه ( VPR ) هو وسيلة لتوفير تغذية راجعة للناخبين الذين يستخدمون نظام التصويت الإلكتروني . يتيح نظام التحقق من صحة التصويت للناخبين التحقق من أن تصويتهم تم الإدلاء به بشكل صحيح، وكشف أي احتمال للاحتيال الانتخابي أو خلل، وتوفير وسيلة لتدقيق النتائج الإلكترونية المخزنة. ويحتوي على اسم وانتماء الحزب للمرشحين الذين تم التصويت لهم. على الرغم من أن نظام التصويت اليدوي أصبح أكثر استخدامًا في الولايات المتحدة مقارنة بأنظمة التصويت بدون بطاقة اقتراع، إلا أن بطاقات الاقتراع التي تحمل علامة يدوية تُستخدم من قبل نسبة أكبر من الولايات القضائية. 
كوسيلة قائمة على ورق، توفر VVPAT بعض المزايا الأساسية مقارنة بوسائل التسجيل الإلكترونية فقط عند تخزين الأصوات. إن يمكن قراءة VVPAT الورقي بالعين المجردة ،ويمكن للناخبين تفسير تصويتهم بشكل مباشر. بينما تتطلب ذاكرة الكمبيوتر جهازًا وبرمجيات قد تكون مملوكة ملكية خاصة. يمكن أن تُغيّر سجلات آلات التصويت غير الآمنة  بسرعة دون أن يتم اكتشاف بواسطة آلة التصويت نفسها. تجعل بطاقات الاقتراع الورقية القابلة للتدقيق من الصعب على آلات التصويت إفساد السجلات دون تدخل بشري. قد تقوم آلات التصويت الفاسدة أو المعطلة بتخزين الأصوات بخلاف ما قصده الناخب دون أن يلاحظها أحد. يتيح نظام VVPAT للناخبين التحقق من أن أصواتهم تم الإدلاء بها على النحو المقصود، وهو ما يشكل حاجزًا إضافيًا لتغيير الأصوات أو إتلافها.
يتضمن نظام التصويت الإلكتروني VVPAT نظامًا للتسجيل المباشر للتصويت الإلكتروني (DRE)، لضمان الناخبين بأن أصواتهم قد تم تسجيلها كما قصدوا، وكوسيلة لاكتشاف الاحتيال أو أعطال المعدات. اعتمادًا على قوانين الانتخابات، قد يشكل مسار التدقيق الورقي اقتراعًا قانونيًا وبالتالي يوفر وسيلة يمكن من خلالها إجراء فرز الأصوات يدويًا إذا كان إعادة فرز الأصوات ضروريًا.
في أنظمة التصويت غير المعتمدة على الوثائق – سواء كانت آلات تصويت ميكانيكية أو آلات تصويت إلكتروني للتسجيل المباشر – لا يُتاح للناخب خيار مراجعة ورقة اقتراع ملموسة لتأكد أن نظام التصويت سجّل قصده بدقة. بالإضافة إلى ذلك، لا يتمكن مسؤول الانتخابات من إعادة فرز الأصوات يدويًا في حالة حدوث نزاع. وبسبب هذا، يزعم المنتقدون أن هناك فرصة متزايدة للتزوير الانتخابي أو الخلل، وقد طالب خبراء الأمن، مثل بروس شناير ، بسجلات تدقيق ورقية يمكن للناخبين التحقق منها.  تسمح أنظمة التصويت غير المستندة إلى الوثائق بإعادة فرز "الأصوات المخزنة" فقط. قد لا تمثل هذه "الأصوات المخزنة" النية الصحيحة للناخب إذا تعرض الجهاز للتلف أو الخلل.
اعتبارًا من عام 2024، تُستخدم أنظمة VVPAT في دول تشمل الولايات المتحدة والهند  وفنزويلا  والفلبين  وبلغاريا.  في الولايات المتحدة، يعيش 98.5 بالمائة من الناخبين المسجلين في مناطق تقدم نوعًا من أوراق الاقتراع، سواء كانت مكتوبة يدوياً أو VVPAT. 1.4 بالمائة فقط يستخدمون الأنظمة الإلكترونية دون سجلات ورقية. 

## التاريخ

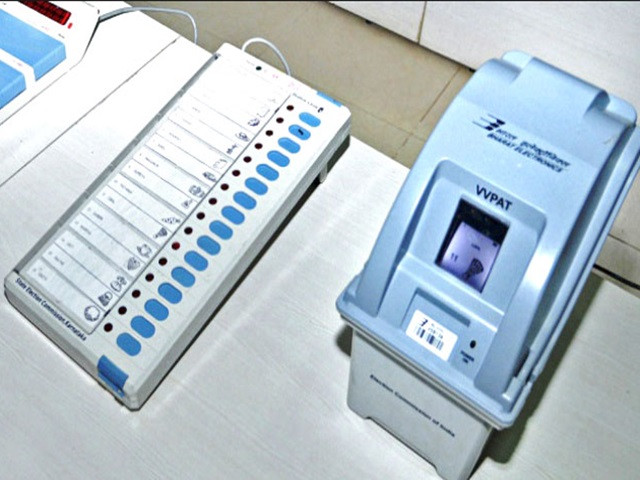
استخدام VVPAT مع آلات التصويت الإلكترونية الهندية في الانتخابات الهندية

في عام 1897، وردًا على سؤال من حاكم ولاية رود آيلاند ، تشارلز دبليو. ليبيت، بشأن قانونية استخدام آلة التصويت المباشرة الجديدة التي طوّرها "ماكتاماني"،  أشار القاضي المساعد هوراشيو روجرز من المحكمة العليا لولاية رود آيلاندالذي يُدلي بصوته على هذه الآلة دُون سجل مكتوب "ليس لديه معرفة من خلال حواسه بأنه قد أنجز نتيجة ما. وأقصى ما يُمكن قوله هو إذا كانت الآلة تعمل كما هو مقصود، فإنه... قد صوّت". ولا تزال هذه الملاحظة في صميم المخاوف المتعلقة بآلات التصويت المباشر التي لا تستخدم أوراق اقتراع حتى اليوم.
في عام 1899، عالج جوزيف غراي هذه المشكلة من خلال آلة تصويت ميكانيكية تسجل الأصوات في آليتها وتثقب تلك الأصوات في ورقة اقتراع يمكن للناخب تفقدها قبل وضعها في صندوق الاقتراع . أوضح غراي أنه "بهذه الطريقة، لدينا تحقق ميكانيكي من التذاكر [أوراق الاقتراع]، بينما تكون التذكرة أيضًا فحص على السجل [عداد الأصوات الميكانيكي]."  لا يكون هذا الفحص فعالاً إلا إذا كان هناك تدقيق لمقارنة السجلات الورقية والميكانيكية.
ظلت فكرة إنشاء مسار ورقي موازٍ لآلية التصويت بالتسجيل المباشر خاملة لمدة قرن من الزمان حتى أعيد اكتشافها من قبل ريبيكا ميركوري ، التي اقترحت نفس الفكرة بشكل أساسي في عام 1992. وقد تم تحسين طريقة ميركوري ، كما أطلق عليها البعض، في أطروحتها للدكتوراه في أكتوبر/تشرين الأول عام 2000؛ وفي نسختها النهائية، تم طباعة السجل الورقي خلف الزجاج حتى لا يتمكن الناخب من أخذه أو تغييره.
أول أنظمة التصويت التجارية التي دمجت طابعات لمسار تدقيق ورقي يمكن التحقق منه من قبل الناخب كانت نظام Avante Vote Trakker وطابعة VeriVote Printer التي تم تعديلها لـ Sequoia AVC Edge. استخدم نظام Avante لأول مرة تجريبيًا في عام 2002، وفي عام 2003، طلبت ولاية نيفادا استخدام تقنية VVPAT على مستوى الولاية واعتمدت نظام Sequoia. ومن الجدير الذكر أنه في تصميم أفانتي، كان الحاجز الذي يمنع الناخب من أخذ السجل الورقي فكرة لاحقة، بينما في تصميم سكويا، كانت السجلات الورقية للناخبين المتعاقبين تُطبع بالتسلسل على لفافة ورقية واحدة.
تم استخدام مسار التدقيق الورقي الذي يمكن التحقق منه قبل الناخب لأول مرة في الانتخابات في الهند في سبتمبر 2013 في نوكسن (دائرة انتخابية) في ناجالاند.   تم تقديم نظام VVPAT في 8 من أصل 543 دائرة انتخابية برلمانية كمشروع تجريبي في الانتخابات العامة الهندية عام 2014.     تم تنفيذ VVPAT في دوائر لكناو ، وغانديناجار ، وجنوب بنغالور ، ووسط تشيناي ، وجادافبور ، ورايبور ، وباتنا صاحب ، وميزورام .      تم استخدام (VVPAT) مع أجهزة التصويت الإلكترونية على نطاق واسع لأول مرة في الهند،  في 10 مقاعد تشريعية من أصل 40 في انتخابات الجمعية التشريعية في ولاية ميزورام عام 2013.  تم استخدام أجهزة التصويت الإلكترونية المزودة بنظام VVPAT في ولاية جوا بأكملها في انتخابات الجمعية عام 2017 ، وكانت هذه المرة الأولى التي يتم فيها تنفيذ الولاية بأكملها في الهند تنفيذ نظام VVPAT.   تم تقديم نظام VVPAT في جميع دوائر الانتخابية الـ 543 في انتخابات لوك سابها العامة الهندية لعام 2019.  

## دراسة حالة: الانتخابات الرئاسية الأمريكية في جورجيا 2020
في يوليو 2019، بعد الطعون القانونية والمخاوف بشأن أمن وموثوقية أجهزة التصويت الإلكترونية القديمة،  وافق مسؤولو جورجيا على عقد بقيمة 107 مليون دولار مع شركة Dominion Voting Systems لتجهيز جميع مقاطعات جورجيا البالغ عددها 159بأجهزة تحديد بطاقات الاقتراع الجديدة توفر بطاقة اقتراع ورقية لكل صوت تم الإدلاء به (VVPAT). تم الانتهاء من الترقية في الوقت المناسب للانتخابات التمهيدية الرئاسية للحزبين الجمهوري والديمقراطي في جورجيا عام 2020 .
أثبت النظام أهميته خلال الانتخابات العامة في نوفمبر/تشرين الثاني 2020. حيث أدى هامش الانتصار الضئيل لـ جو بايدن (0.23 في المائة أو 11779 صوتًا) - وهو أول فوز لمرشح رئاسي ديمقراطي في الولاية منذ عام 1992 - إلى إجراء تدقيق على مستوى الولاية تلقائيًا، وكان ذلك ممكنًا بفضل نظام بطاقات الاقتراع الورقية القابل للتدقيق الجديد. وكشف التدقيق العديد من الأخطاء البشرية على مستوى المقاطعة، مما أدى إلى حصول ترامب على 1274 صوتًا. وبناءً على طلب حملة ترامب، تبع ذلك إعادة فرز كامل للأصوات الورقية على مستوى الولاية، وهو ما أكد النتيجة. 
بدءًا من عام 2002 مع اعتماد بطاقات الاقتراع الرقمية على مستوى الولاية وحتى انتخابات عام 2016، كان عدم وجود نظام لإنتاج بطاقات اقتراع ورقية قابلة للتدقيق من شأنه أن يجعل إعادة فرز الأصوات مستحيلة. سمح نظام VVPAT للمسؤولين بمقارنة النتائج الإلكترونية بالسجلات الورقية، مما يؤكد دقة فرز الأصوات النهائي  ويدحض ادعاءات الرئيس ترامب في مكالمة هاتفية في 2 يناير 2021 مع وزير خارجية جورجيا براد رافينسبيرجر بأن الفرز غير دقيق.
بالإضافة إلى توفير الشفافية، ساعد نظام VVPAT الجديد في جورجيا في مواجهة حملة تضليل قوية من خلال تسهيل إجمالي ثلاثة عمليات تأكيد متبادلة - التصويت الأولي، والتدقيق، وإعادة فرز الأصوات يدويًا. وقد أدى هذا إلى زيادة ثقة الناخبين، مما يوفر طريقة موثوقة للتحقق من النتائج خلال التدقيق المكثف في انتخابات عام 2020. أظهر استطلاع للرأي أجراه مركز ابتكار الانتخابات والبحث قبل الانتخابات وبعدها انخفاضًا أقل من المتوقع في ثقة الناخبين في جورجيا (من 90٪ في أكتوبر 2020 إلى 85٪ في يناير 2021) بأن أصواتهم ستُحسب كما هو مقصود. 

## طلب

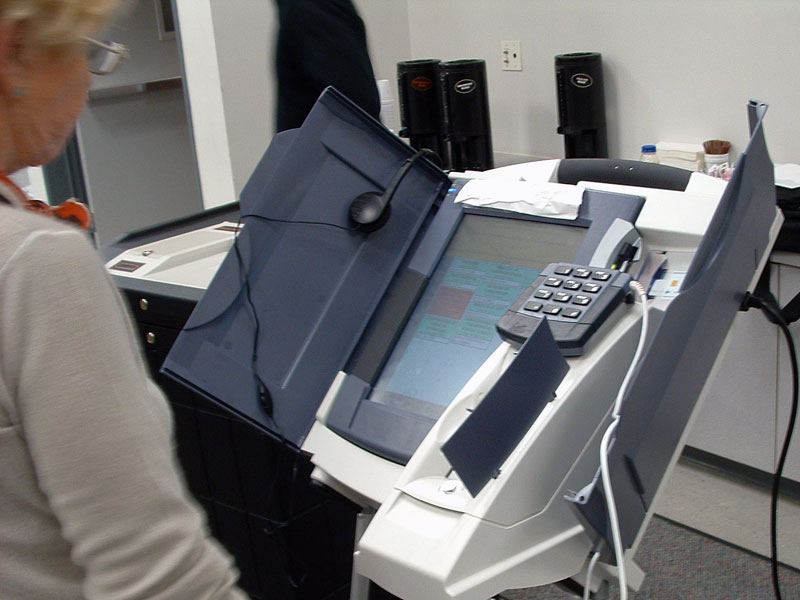
جهاز تصويت AccuVote-TSx DRE من Diebold Election Systems مع ملحق VVPAT

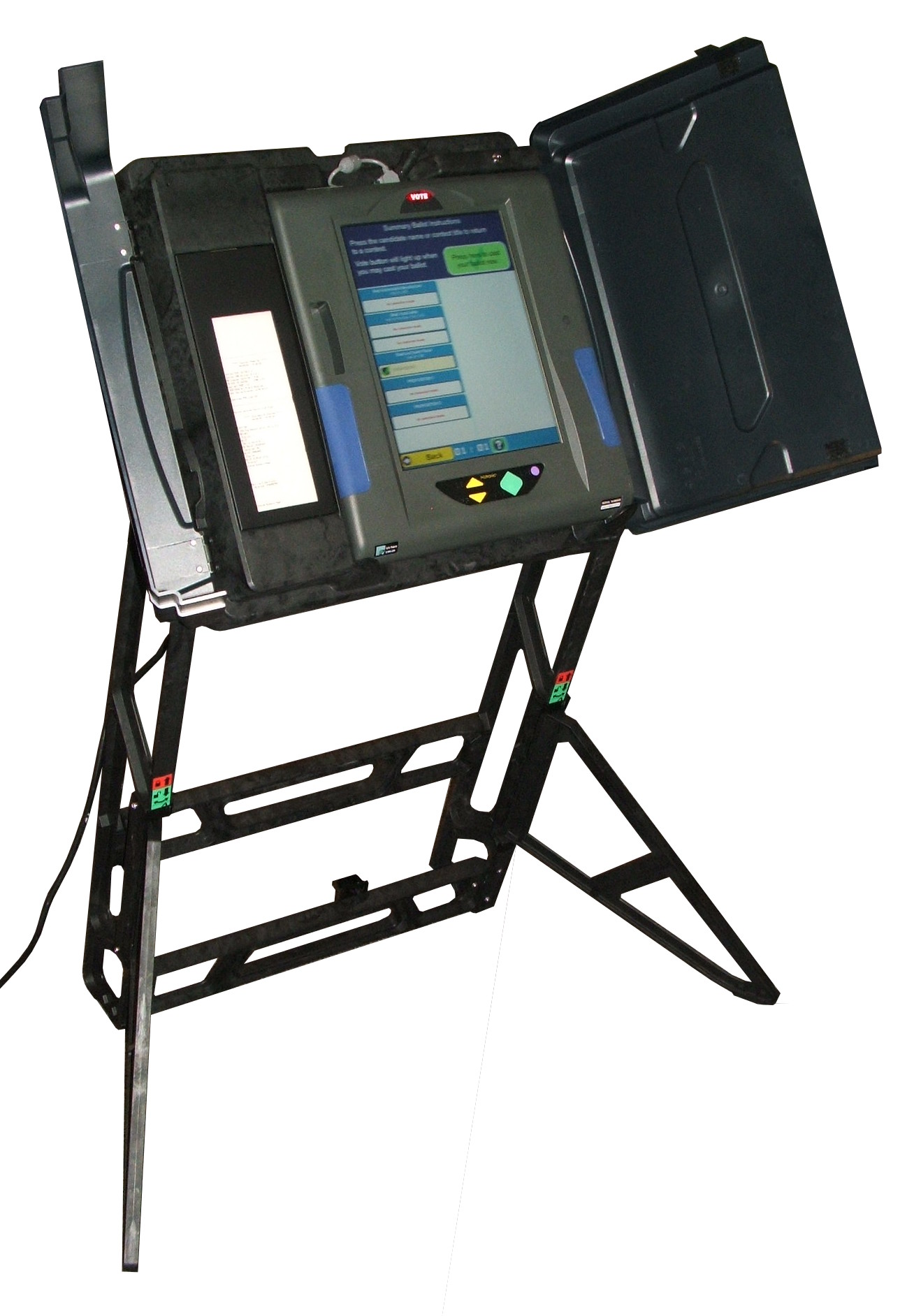
آلة تصويت ES&S DRE مع ملحق VVPAT

يمكن استخدام تقنيات مختلفة لتنفيذ مسار التدقيق الورقي.
- ربط الطابعة بأجهزة التصويت الإلكترونية المباشرة التي تطبع السجلات الورقية المخزنة داخل الجهاز. تقدم هذه التصاميم عادة السجل للناخب خلف سطح شفاف لتمكين الناخب من التأكد من أن السجل المطبوع يتطابق مع بطاقة الاقتراع الإلكترونية. يمكن حساب السجلات يدويًا ومقارنتها بإجمالي الأصوات الإلكترونية في حالة حدوث نزاع. إن الحل الذي يربط صور بطاقات الاقتراع الإلكترونية وسجلات الأوراق التي تم التحقق منها من قبل الناخبين باستخدام معرف جلسة التصويت الفريد الذي يتم إنشاؤه عشوائيًا مغطى ببراءات الاختراع الصادرة والمعلقة. [32]
- ربط الطابعة بأجهزة التصويت الرقمية التي تطبع السجلات الورقية على ورق خاص مزود بميزات أمنية . تحتوي الصفحة المطبوعة على سجل نص عادي ورمز شريطي بسيط لاختيارات الناخب. هذه الصفحة هي بطاقة الاقتراع الرسمية التي يتم إدخالها بعد ذلك من خلال الماسح الضوئي إلى صندوق اقتراع مقفل بحيث يتم حفظ جميع النسخ الأصلية في حالة الحاجة إلى إعادة فرز الأصوات أو التدقيق. يتم مقارنة السجل الإلكتروني من نظام التصويت الرقمي مع سجل ماسح الباركود، وفي حالة وجود أي اختلاف، يتم استخدام بطاقات الاقتراع الورقية لتحديد التصويت الرسمي، وليس السجل الإلكتروني. يتمتع الناخب بالقدرة على مراجعة ورقة الاقتراع قبل وضعها في الماسح الضوئي/صندوق القفل وإلغائها إذا كان هناك أي خطأ، كما كان من الممكن دائمًا مع أنظمة التصويت اليدوي الحالية.
- ربط الطابعة بآلات التصويت الإلكترونية التي تطبع إيصالاً مشفراً يحتفظ به الناخب أو يخزنه داخل الآلة. إذا تم الاحتفاظ بالإيصال، فيمكن حساب الإيصالات يدويًا ومقارنتها بإجمالي الأصوات الإلكترونية في حالة حدوث نزاع. ولم يتم استخدام هذه الأنظمة في الانتخابات في الولايات المتحدة .
- إنشاء مسار تدقيق مشفر في نفس الوقت الذي يتم فيه إنشاء الاقتراع الإلكتروني في آلة التصويت الإلكتروني الرقمي، وهو شكل من أشكال نظام الشهود . يمكن الوصول إلى مسار التدقيق ومقارنته بإجمالي الأصوات الإلكترونية في حالة حدوث نزاع.
- استخدام المسح الضوئي البصري القائم على المنطقة أو جداول استشعار العلامات بدلاً من أجهزة المسح الضوئي الرقمي. في هذا النظام البسيط والفعال من حيث التكلفة، يقوم الناخبون بملء بطاقات الاقتراع الورقية التي يتم بعد ذلك فرزها إلكترونيًا بواسطة آلة فرز الأصوات في المنطقة الانتخابية، على غرار التكنولوجيا المستخدمة في تصحيح الاختبارات المعيارية. لقد تم استخدام آلات المسح الضوئي الضوئية منذ عقود من الزمن، وهي توفر مسار تدقيق تم التحقق منه من قبل الناخبين بشكل افتراضي. يمكن للأجهزة الجدولية اكتشاف الأصوات الزائدة في الاقتراع حتى يتمكن الناخب من الحصول على فرصة لتصحيح بطاقة الاقتراع التالفة.

الأنظمة التي تَسمح للناخبين بِإثبات كيفية تصويتهم لا تَتوافق مع التعريف المقبول عمومًا للتصويت بالاقتراع السري ، أن هذا الإثبات يزيد من خطر ترهيب الناخبين وبيع الأصوات . ولذلك، فإن الأنظمة التي تسمح بمثل هذا الإثبات محظورة عموماً بمُوجب العديد من الاتفاقيات الدولية والقوانين المحلية.
قدم البروفيسور آفي روبين شهادة أمام لجنة إدارة مجلس النواب في الولايات المتحدة مؤيدًا أنظمة التصويت التي تستخدم بطاقات اقتراع ورقية ومعارضًا للأنظمة التي تستخدم ملحقات VVPAT ُمعدّلة. وقد قال في مدونته الشخصية: "بعد أربع سنوات من دراسة هذه المسألة، أعتقد الآن أن نظام التصويت الإلكتروني المُباشر مع نظام التصويت عن بعد ليس نظام تصويت معقولاً".
يمكن استخدام نظام قابل للتدقيق، مثل النظام المقدم مع VVPAT، في إعادة العد العشوائي لاكتشاف الأعطال أو التلاعب المحتمل. باستخدام طريقة VVPAT، يمكن اعتبار بطاقة الاقتراع الورقية هي البطاقة الرسمية المعتمدة. في هذا السيناريو، تكون البطاقة الورقية هي الأساس، وتُستخدم السجلات الإلكترونية فقط للعد الأولي أو، في بعض الحالات، إذا تعرضت بطاقة الاقتراع للتلف أو أصبحت غير قابلة للقراءة. وفي أي عمليات إعادة فرز أو طعون لاحقة، سيتم استخدام الورقة، وليس بطاقة الاقتراع الإلكترونية، للتجميع. عندما يتم استخدام سجل ورقي كوسيلة للتصويت القانوني، فإن هذا النظام سوف يخضع لنفس الفوائد والمخاوف التي يخضع لها أي نظام اقتراع ورقي.
مات كوين، مطوّر نظام التصويت الإلكتروني المباشر الأسترالي الأصلي، يعتقد أنه "لا يوجد سبب يجعل الناخبين يثقون في نظام لا يحتوي [سجل تدقيق مُوثّق من قِبل الناخبين]، ولا ينبغي أن يُطلب منهم ذلك. لماذا يُضطر الناخبون إلى الثقة بي - شخصٌ لديه مَصلحةٌ خاصة في نجاح المشروع؟ إن سجل التدقيق الذي يمكن للناخب التحقق منه هو الطريقة الوحيدة لإثبات نزاهة النظام للغالبية العظمى من الناخبين، الذين هم في نهاية المطاف أصحاب الديمقراطية." 
في الهند، في إحدى الحالات، كان نظام VVPAT مفيدًا في حل مشكلة تتعلق بحساب الأصوات في كانشيبورام (دائرة الجمعية التشريعية للولاية) في انتخابات الجمعية التشريعية لولاية تاميل نادو عام 2016 حيث لم يتطابق عدد الأصوات المسجلة في النموذج 17C لأحد مراكز الاقتراع مع العدد الإجمالي للأصوات المسجلة في وحدة التحكم بجهاز التصويت الإلكتروني لذلك المراكز.  في يونيو 2018، قدمت لجنة الانتخابات الهندية غطاءً مدمجًا أعلى مستشعر التباين ولفافة الورق في جميع أجهزة و ذلك لامتصاص الرطوبة و حمايتها من الضوء الزائد والحرارة.   في حال وجود تعارض بين المعلومات الواردة في أجهزة VVPATs و EVMs ، يُعاد عد شرائح الورق لمركز الاقتراع المعني.  وإذا استمر التعارض، يُعتد بعد شرائح الورق في VVPATبدلًا من عدد الأصوات المسجلة على أجهزة التصويت الإلكترونية . 

## التحديات والمخاوف

### المشاكل الشائعة
المشاكل الشائعة في VVPAT هي:
1. كشف مقطع فيديو لسلوك الناخبين أثناء الانتخابات الفعلية أن معظم الناخبين لا يتحققون من اختياراتهم من خلال قراءة نموذج VVPAT. [39]
2. تشير الأبحاث إلى أن الناخبين الذين يتحققون من ملخصات بطاقات الاقتراع يتغاضون عن التناقضات. [40]
3. إن عملية إعادة فرز الأصوات/التدقيق اليدوي في اختبار VVPAT تتطلب عمالة مكثفة ومكلفة، ومن المرجح أن تكون غير متاحة لمعظم المرشحين الذين يسعون إليها.
4. وعلى الرغم من أن نظام VVPAT مصمم ليكون بمثابة أداة للتحقق من مسجلات التصويت الإلكترونية المباشرة (DRE)، فإنه يعتمد على نفس البرمجة والإلكترونيات الملكية لإنتاج مسار التدقيق.

تشمل العقبات الأخرى في تنفيذ سجلات التدقيق الورقية أداء وسلطة التدقيق. تزيد أنظمة التدقيق الورقية من تكلفة أنظمة التصويت الإلكتروني، وقد يكون من الصعب تنفيذها، وغالبًا ما تتطلب أجهزة خارجية متخصصة، ويمكن أن تكون صعبة الاستخدام. في الولايات المتحدة، تتطلب سبعة وعشرون ولاية وجود سجل تدقيق ورقي بموجب القانون أو اللوائح لجميع آلات التصويت الإلكترونية ذات التسجيل المباشر المستخدمة في الانتخابات العامة.  ولا تشترط ثماني عشرة ولاية أخرى هذه القواعد، ولكنها تستخدمها إما على مستوى الولاية أو في الولايات القضائية المحلية. 

### حماية
إدخال برمجيات خبيثة في نظام VVPAT يمكن أن يتسبب في تسجيل اختيارات الناخب بشكل خاطئ عمدًا. يمكن لهذا الهجوم تقليل احتمالية اكتشافه من خلال التلاعب بنسبة صغيرة فقط من الأصوات أو لسباقات أقل شهرة فقط.
مشكلة أمنية أخرى هي أنه يمكن أن تطبع VVPAT بينما لا يراقب الناخب أثر الورق، وهي شكل من أشكال تعبئة البطائق . حتى لو تم اكتشاف أصوات إضافية من خلال مطابقتها مع قائمة الناخبين، فسيكون من المستحيل تحديد الأصوات الشرعية من الأصوات المزورة.
بدلاً من ذلك، يمكن للطابعة إبطال السجل المطبوع بعد مغادرة الناخب وطباعة بطاقة اقتراع مزورة جديدة. ستكون هذه البطاقات غير قابلة للكشف حيث أن البطاقات التي تم إبطالها شائعة جدًا أثناء الانتخابات. أيضًا، يمكن أن تكون أنظمة VVPAT التي تستطيع تقنيًا عكس تغذية الورق قد تكون عرضة للتلاعب بالبرمجيات أو تعدل VVPAT بعد أن يتحقق منها الناخب.

### سهولة الاستخدام وبيئة العمل
بالنسبة للناخب، فإن السجل المطبوع يكون "بتنسيق مختلف عن ورقة الاقتراع، وفي مكان مختلف، ويتم التحقق منه في وقت مختلف، وله تخطيط رسومي مختلف مع تباين ومعايير إضاءة مختلفة."  في نوفمبر 2003 في ويلتون بولاية كونيتيكت، كان لا بد من تنبيه جميع الناخبين تقريبًا للعثور على إيصالاتهم والتحقق منها، مما زاد من الوقت المطلوب للتصويت ومن عبء العمل على العاملين في مراكز الاقتراع. يضيفVVPAT إلى تعقيد عملية التصويت، وهو ما يشكل بالفعل رادعًا للتصويت. 
بالإضافة إلى ذلك، قد لا يكون من السهل على العاملين في مراكز الاقتراع استخدام مكون VVPAT، حيث إن العديد منهم يواجهون بالفعل صعوبة في صيانة واستخدام DRE ومتطلبات قانون الانتخابات الجديد. وفي الانتخابات التمهيدية التي جرت عام 2006 في مقاطعة كاياهوجا بولاية أوهايو، وجدت دراسة أن 9.6% من شرائط VVPAT كانت إما تالفة، أو فارغة، أو غير مقروءة، أو مفقودة، أو ملصقة ببعضها، أو تعرضت للتلف بطريقة أخرى. في إحدى الحالات، تم تحميل الورق الحراري في الطابعة بشكل مقلوب، مما أدى إلى ترك شريط فارغ،   وهو ما لم يلاحظه الناخبون الذين لم يتمكنوا من التحقق من سجلهم الورقي. وقد اقترحت لجنة مراجعة الانتخابات في كوياهوجا في تقريرها النهائي إزالة الأبواب غير شفافة التي تغطي VVPAT باستثناء تلك المجهزة بمعدات للناخبين المكفوفين.  وبشكل عام، فإن جمع وعد هذه السجلات المطبوعة يمكن أن يكون صعبًا. 
السجلات المطبوعة على لفائف ورق مستمرة أصعب في العد من بطاقات الاقتراع الورقية القياسية أو حتى البطاقات المثقوبة . 

### خصوصية
أنظمة DRE VVPAT التي تطبع سجلات بطاقات الاقتراع حسب الترتيب الذي تم الإدلاء بها فيه (غالبًا ما تُعرف بأنظمة البكرة إلى البكرة) تثير قضايا تتعلق بالخصوصية، إذا أمكن أيضًا تسجيل ترتيب التصويت. يمكن لطابعات VVPAT التي تقطع الورق بعد كل بطاقة اقتراع لتشكيل بطاقات فردية أن تتجنب هذه المشكلة. وإذا كان هناك عدة آلات تصويت، فسيكون من الصعب أكثر المطابقة بين قائمة الكاملة للناخبين وآلات التصويت المعتمدة.
بدلاً من ذلك، يمكن للمهاجم أن يراقب الترتيب الذي يستخدم به الأشخاص نظام تصويت معين ويلاحظ ترتيب كل صوت يهتم به. وإذا حصل هذا المهاجم لاحقًا على سجلات بطاقات الاقتراع الورقية، يمكنه مقارنة الاثنين و انتهاك خصوصية الاقتراع. وقد يؤدي هذا أيضًا إلى بيع الأصوات وترهيب الناخبين . 
في عام 2007، قام جيم كروبشو وجيمس موير بتنفيذ ونشر إثبات لمفهوم هذه النظرية. من خلال طلب سجلات عامة، استخرجا هوية الناخبين من دفاتر تسجيل الناخبين، وتفضيلات الناخبين من أجهزة التصويت التفضيلية (VVPATs)، لمنطقة انتخابية في مقاطعة ديلاوير، أوهايو ، مع وجود العديد من آلات التصويت. وبما أن كلا المجموعتين من السجلات أنشأتا بشكل مستقل ترتيب الاصوات الإلكترونية المُدلى بها، فقد ربطتا مباشرة بين هوية الناخب وتفضيلاته.  تأثر أكثر من 1.4 مليون ناخب مسجل في عشر مقاطعات في ولاية أوهايو. تم حل الوضع قبل الانتخابات التالية عن طريق حذف الأرقام المتتالية على أوراق سلطة التصويت من سجلات استطلاعات الرأي. ومع ذلك، لا تزال نقاط ضعف مماثلة قد تكون موجودة في دول أخرى.

### الفعالية
من الإشكاليات أيضًا أن الناخبين غير ملزمين فعلياً بفحص سجل التدقيق الورقي قبل الإدلاء بأصواتهم، وهو أمر بالغ الأهمية لـ "للتحقق" من التصويت. وبينما قد يوفر خيار النظر إلى الورقة قد يوفر الراحة للناخب الفرد، فإن اختبار VVPAT لا يعمل كوسيلة فعالة للتحقق من وجود خلل أو احتيال ما لم يشارك عدد كبير من الناخبين من الناحية الإحصائية.

### إمكانية الوصول
الأنظمة الحالية لـ VVPAT لا يمكن استخدامها من قبل بعض الناخبين من ذوي الإعاقة. وقد أدلى السيناتور كريستوفر دود (ديمقراطي من ولاية كونيتيكت) بشهادته أمام لجنة القواعد والإدارة في مجلس الشيوخ الأمريكي في جلسة استماع عُقدت في يونيو/حزيران 2005 حول التحقق من تصويت الناخبين في الانتخابات الفيدرالية قائلًا : "لا يستطيع للمكفوفين التحقق من اختياراتهم باستخدام ورقة واحدة فقط، سواءً بشكل مستقل أو خاص. كما لا يمكن للشخص الذي يعاني من إعاقة حركية، مثل إعاقة في اليد، التحقق من صحة ورقة واحدة فقط، إذا طُلب منه التقاطها والتعامل معها."

### المصداقية
يمكن لأنظمة VVPAT أن تثير مخاوف متزايد بشأن الموثوقية. يشير البروفيسور مايكل شاموس إلى أن "إضافة جهاز طباعة ورقي إلى آلة تسجيل إلكتروني مباشر (DRE) يضيف بطبيعة الحال مكونًا آخر يمكن أن يتعرض للفشل، أو ينفد حبره، أو يتعطل، أو ينفد منه الورق. إذا كانت أجهزة التسجيل الإلكتروني المباشر مهمة بالفعل بأنها عرضة للفشل، فإن إضافة سجل ورقي لا يمكن أن يُحسّن هذا السجل."  في البرازيل عام 2003، حيث تم تركيب سجلات ورقية في عدد قليل من الدوائر الانتخابية، أدى فشل الطابعات إلى تأخير الناخبين لمدة وصلت إلى 12 ساعة، وهو رقم يُعتبر كارثيًا في الولايات المتحدة
تستخدم الأنظمة الحالية لتنفيذ VVPAT طابعات حرارية لطباعة سجلات بطاقات الورقية. سوف تتلاشى سجلات الاقتراع المطبوعة على الورق الحراري مع مرور الوقت. كما أن الحرارة المطبقة على الورق قبل الانتخابات أو بعدها قد تؤدي إلى إتلاف الطباعة. 

### تطبيق
قد يكون من الصعب بشكل كبير تنفيذ VVPAT كميزة مضافة لاحقًا. بالنسبة للسلطات القضائية التي تستخدم حاليًا أجهزة التصويت الرقمية التي تفتقر إلى VVPAT، فإن التنفيذ يمكن أن يكون مكلفًا و يصعب تنفيذه بسبب الأجهزة الخارجية المتخصصة المطلوبة. لإضافة مكون VVPAT إلى جهاز DRE، سيكون من المطلوب أن تشتري سلطة قضائية النظام الذي صممه بائع جهاز DRE بعقد شراء من مصدر وحيد بدون مزايدة. يفترض ذلك أن البائع قد صمم مكونًا متوافقًا مع جهاز DRE قيد الاستخدام. قد لا يكون البائع قد طور مكون VVPAT متوافقًا مع جهاز DRE قيد الاستخدام، وبالتالي يتطلب من السلطة القضائية شراء نظام تصويت جديد تمامًا.
بالنسبة للولايات القضائية التي لا تستخدم حاليًا أجهزة التصويت الإلكترونية بالتسجيل المباشر، فإن تقديم نظام تصويت جديد يتضمن مكون VVPAT سيكون له تحديات تنفيذ أقل. بعض تطبيقات VVPAT عبئًا معرفيًا كبيرًا على الناخب وتكون عرضة للخطأ بشكل غير عادي. 

## الأسئلة القانونية
أحد الأسئلة المهمة المتعلقة بأنظمة VVPAT هو توقيت التدقيق. اقترح بعض الأشخاص إجراء دقيقات عشوائية لأجهزة التصويت الإلكتروني بالتسجل المباشرة في يوم الانتخابات للحماية من أعطال الأجهزة. ومع ذلك، فإن العدّ الجزئي للأصوات قبل إغلاق صناديق الاقتراع قد يخلق مشكلة مشابهة لتلك التي تحدث في الانتخابات الوطنية الأميركية حيث يُعلَن عن فوز مرشح استنادًا إلى نتائج الساحل الشرقي قبل إغلاق صناديق الاقتراع في الساحل الغربي. بالإضافة إلى ذلك، قد يكون فرز الأصوات الجزئي قبل إغلاق صناديق الاقتراع غير قانوني في بعض الولايات القضائية. واقترح آخرون إجراء عمليات تدقيق عشوائية على آلات التصويت الإلكترونية التي تسجل الأصوات مباشرة بعد الانتخابات أو فقط في حالة حدوث نزاع.
في حال تم إجراء تدقيق بعد الانتخابات واكتُشف تفاوت بين عدد الأصوات في بطاقات الاقتراع وعدد الأصوات في التدقيق، فإنه من غير الواضح أي من العدّين يُعتَبر العدّ الرسمي. وقد حددت بعض الولايات القضائية الاقتراع قانونيًا باعتباره العد الرسمي، مما يجعل دور التدقيق محل تساؤل. وبما أن نظام التصويت بالتسجيل المباشر (VVPAT) هو إضافة حديثة إلى أنظمة التصويت بالتسجيل المباشر ، فإن مسألة السلطة لا تزال غير واضحة.

## الروابط الخارجية

### بحث
- التحقق المستقل: إجراء أساسي لضمان نزاهة عملية التصويت نسخة محفوظة 2011-07-28 على موقع واي باك مشين. روي جي. سولتمان، 22 أغسطس 2006
- مبادرة تكنولوجيا التصويت في مركز برينان
- إيصالات الاقتراع السرية: انتخابات حقيقية يمكن للناخبين التحقق منها ( مرآة ) بقلم ديفيد تشاوم

### المناصرة والتعليق
- التصويت المُتحقق
- اللجنة الوطنية لنزاهة التصويت